# Yamaguchi prefektur
Yamaguchi prefektur (山口県 Yamaguchi-ken) är belägen i Chūgoku-regionen längst västerut på ön Honshu i Japan. Residensstaden är Yamaguchi. Största staden är Shimonoseki.

## Administrativ indelning
Prefekturen var år 2016 indelad i tretton städer (-shi) och sex landskommuner (-chō).
De sex landskommunerna grupperas i fyra distrikt (gun). Distrikten har ingen administrativ funktion utan fungerar i huvudsak som postadressområden.
Städer:
- Hagi, Hikari, Hōfu, Iwakuni, Kudamatsu, Mine, Nagato, Sanyōonoda, Shimonoseki, Shūnan, Ube, Yamaguchi, Yanai

| Distrikt | Landskommuner             |
| -------- | ------------------------- |
| Abu      | Abu                       |
| Kuga     | Waki                      |
| Kumage   | Hirao, Kaminoseki, Tabuse |
| Ōshima   | Suō-Ōshima                |

## Bilder

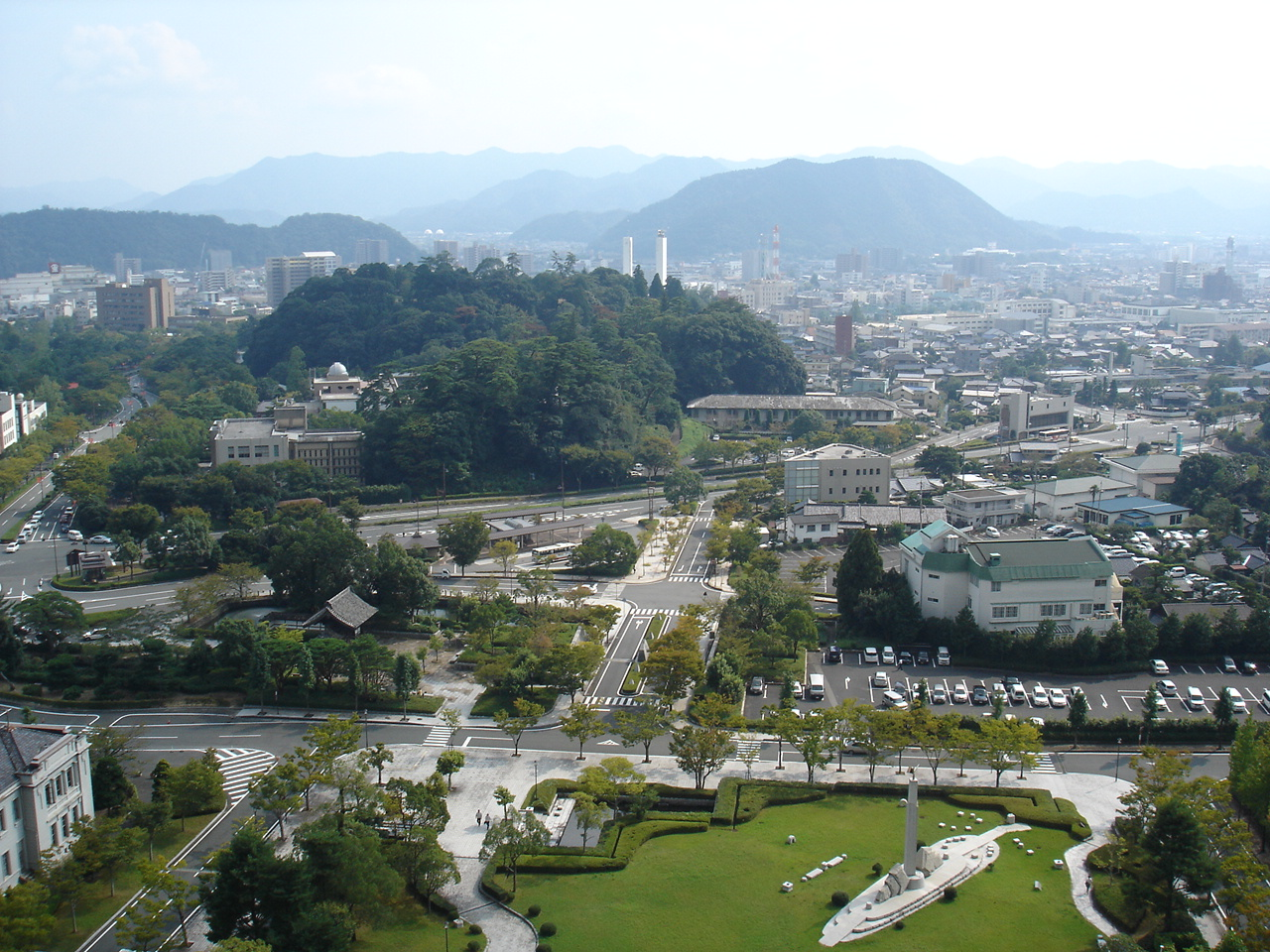
Staden Yamaguchi
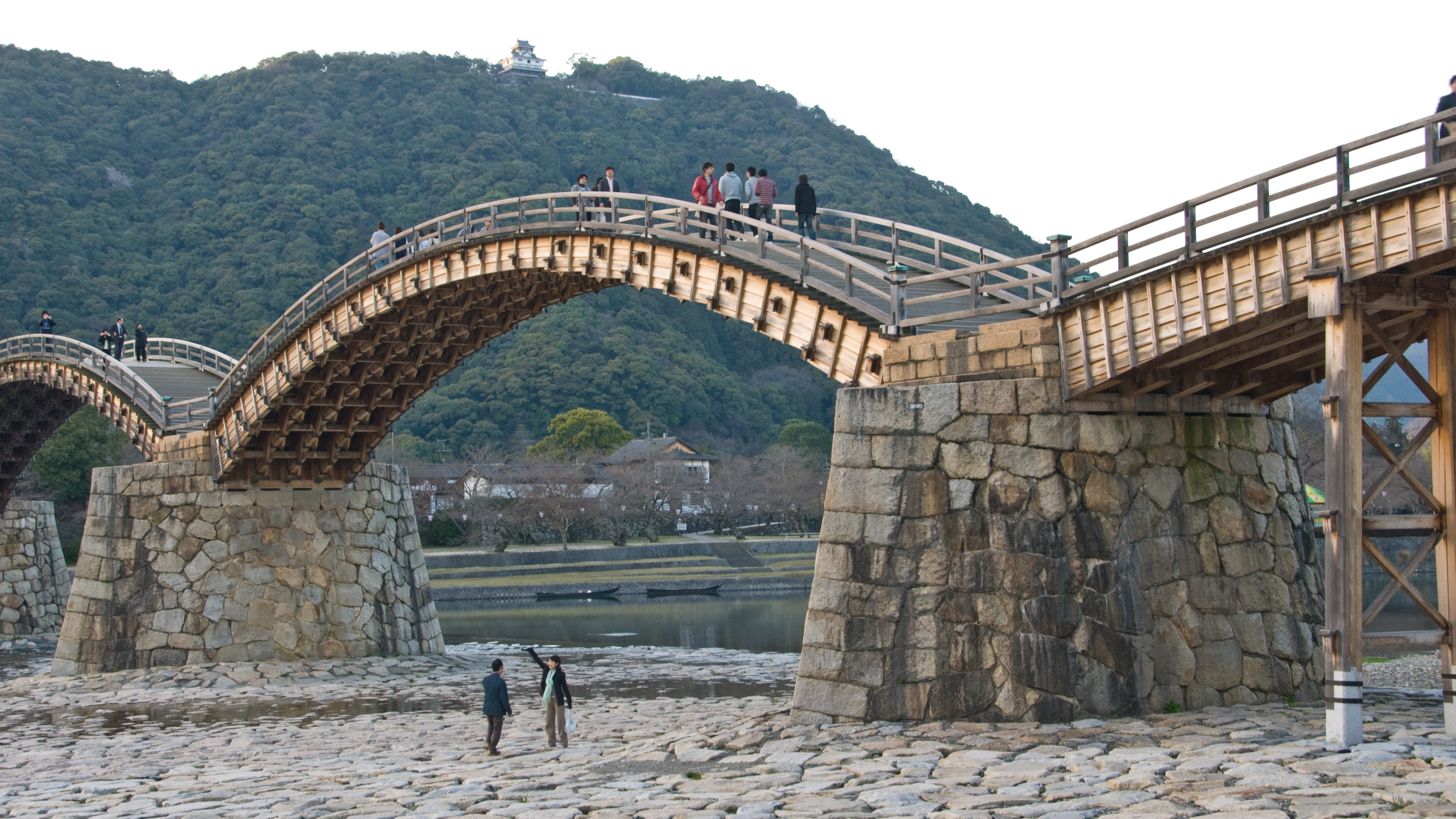
Bågbron i Iwakuni
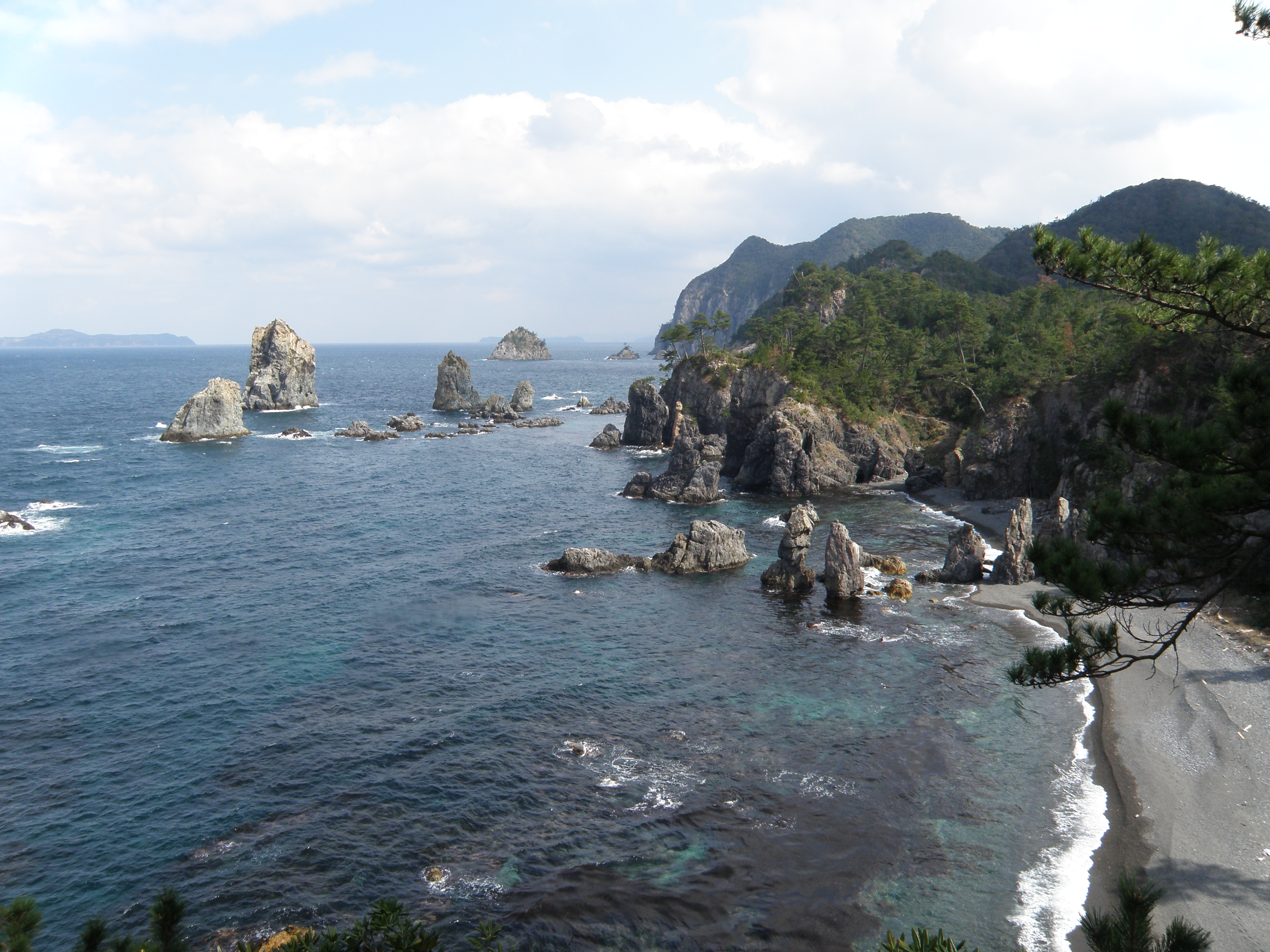
Omijima, Nagato
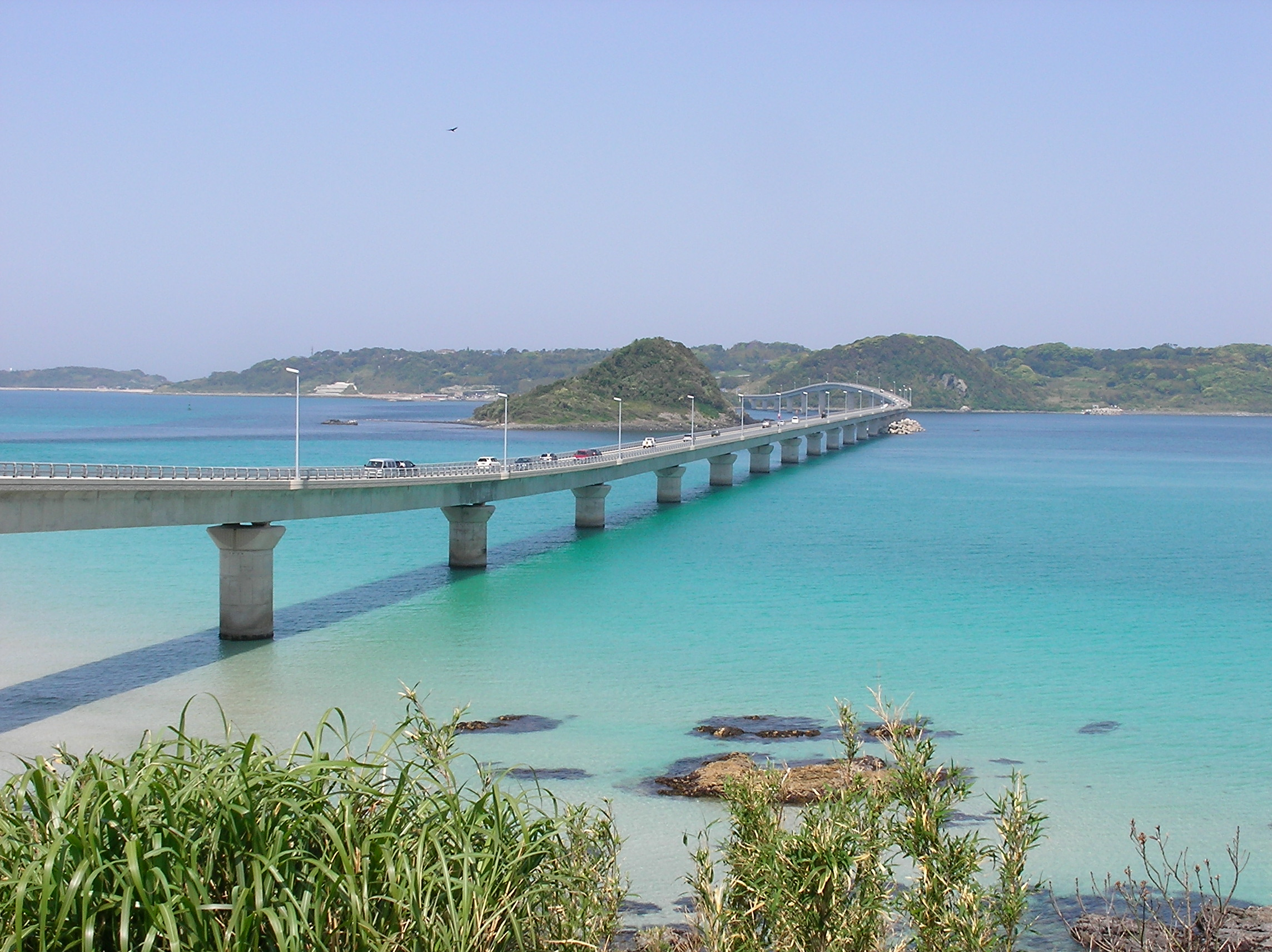
Tunoshima, Shimonoseki